# Чернушки (Псковская область)
Черну́шки — бывшая деревня в Локнянском районе Псковской области.
Известна тем, что в годы Великой Отечественной войны здесь совершил свой подвиг Герой Советского Союза Александр Матросов.
Деревня Чернушки располагалась на берегу реки Чернушка, на территории современной Самолуковской волости Локнянского района. До войны в Чернушках был колхоз, жители выращивали лён. Когда к деревне подошли немецкие войска, некоторые жители ушли из деревни в соседний сосновый бор и окрестные болота. Оставшиеся в Чернушках были убиты или угнаны в плен.
27 февраля 1943 года 2-й батальон 91-й отдельной Сибирской добровольческой бригады атаковал вражеский опорный пункт, располагавшийся в деревнях Чернушки и Чёрная. Во время боя Александр Матросов совершил подвиг, закрыв своим телом амбразуру дзота. Во время боёв деревня Чернушки была полностью разрушена.
На месте гибели Александра Матросова установлен мемориальный комплекс. Первоначально мемориал состоял из дзота и обелиска. Обелиск представлял собой прямоугольный параллелепипед, вверху переходящий в усечённую пирамиду с шаром, и приложенной к нему мемориальной доски с надписью «Здесь погиб Герой Советского Союза А. Матросов».
В 1978 году преподаватель кафедры архитектуры Белорусского политехнического института Всеволод Лагуновский подготовил проект реконструкции мемориала. Реконструкция была проведена в том же году силами студенческого отряда добровольцев. Новый мемориал включал в себя арку, в окнах-амбразурах которой были установлены шесть бронзовых касок и шесть штыков; 19 кубов со звёздами (19 — возраст Александра Матросова); мемориальную стену с датой подвига; стелу и гранитную плиту, символизирующую комсомольский билет. Дзот рядом с монументом был восстановлен таким, каким он был во время боя за Чернушки.
В 1948 году Александр Матросов был перезахоронен в Великих Луках. В 1971 году в Великих Луках был открыт музей боевой комсомольской славы им. Александра Матросова. В 1985 году рядом с мемориалом в городе Великие Луки был зажжён вечный огонь, газ к которому поступал из специальной ёмкости. В 2009—2010 году были проведены ремонтные работы в комплексе, планируется подведение газопровода к вечному огню.